# Bombowce brytyjskie
Pierwsze próby wykorzystania lotnictwa do bombardowania w Wielkiej Brytanii nastąpiły w 1911 roku, gdy przeprowadzono próby bombardowania makiety okrętu zrzucanymi z samolotu pociskami artyleryjskimi. Podobnie jak w innych krajach impulsem wywołującym pojawienie się lotnictwa bombowego był wybuch I wojny światowej (1914–1918). Lotnictwo brytyjskie wówczas dzieliło się na Royal Flying Corps (RFC) – lotnictwo wojsk lądowych, operujące we Francji – i Royal Naval Air Service (RNAS), czyli lotnictwo marynarki wojennej, odpowiedzialne głównie za obronę Wysp Brytyjskich.

## I wojna światowa

### Bombowce lekkie
W początkowym okresie wojny Brytyjczycy, podobnie jak i inne państwa, używali w charakterze bombowców lekkich samolotów wielozadaniowych, rozpoznawczych i obserwacyjnych, jak: Avro 504, BE2, RE8, FE2b, Armstrong Whitworth FK.8. Samoloty tego rodzaju były dwumiejscowymi jednosilnikowymi dwupłatami, osiągały prędkość 100–160 km/h i mogły zabierać najwyżej do około 100 kg bomb. Wykorzystywano też zakupione podobne samoloty francuskie. W latach 1915–1916 pojawiły się samoloty przenoszące nieco większy ładunek bomb i lepiej przystosowane do bombardowania, jak Martinsyde G.100 Elephant, RE7 i Sopwith 1½ Strutter.
Pierwszymi w pełni udanymi specjalnymi bombowcami lekkimi, które pojawiły się w 1917 roku, były samoloty zakładów Airco, skonstruowane przez Geoffreya de Havillanda: DH-4 i DH-9. Zabierały one po 227 kg bomb, przy sporej szybkości 180 km/h. Na samolotach tych typów spoczął główny ciężar bombardowania dziennego do końca wojny. Dalsze rozwinięcie tej konstrukcji stanowił DH-9A z 1918 roku, zabierający do 330 kg bomb i uważany za najlepszy bombowiec lekki I wojny światowej. Do końca wojny wyprodukowano około 1500 DH-4, 3204 DH-9 i 885 DH-9A, produkcję tych ostatnich kontynuowano również po wojnie. Samoloty DH-4 i DH-9 były produkowane na licencji również przez inne państwa, w tym przez USA.

### Bombowce średnie i ciężkie
Wielka Brytania rozwijała w czasie I wojny światowej także większe bombowce, o większym udźwigu bomb, zdolne do dalszych lotów na zaplecze przeciwnika. W przeciwieństwie do lekkich bombowców, używanych głównie przez lotnictwo armii, większe bombowce wchodziły w skład RNAS i były używane do ataków przeciw celom przemysłowym i bazom morskim oraz bazom sterowców.
Maszyny średniej wielkości były reprezentowane w niewielkiej liczbie, na korzyść bombowców ciężkich. Pierwszym bombowcem średnim był duży jednosilnikowy dwupłat Short Bomber z 1916, zabierający 420 kg bomb i wyprodukowany w ilości 84 sztuki. Kolejnym był dwusilnikowy Blackburn Kangaroo z 1917, zabierający 490 kg bomb, lecz wyprodukowany w liczbie zaledwie 18 sztuk i używany głównie jako morski samolot patrolowy.
W braku własnych bombowców ciężkich, Brytyjczycy początkowo zakupili i używali pewną liczbę włoskich Caproni Ca.3, Ca.4 i Ca.5. Własny typ udanych bombowców ciężkich zaczęły następnie rozwijać brytyjskie zakłady Handley Page. Pierwszym z nich był dwusilnikowy O/100 (H.P.11)z końca 1916 o udźwigu bomb 900 kg, wyprodukowany w liczbie 46 sztuk. Samoloty te wzięły udział w ofensywie bombowej 1917 roku. Początkowo stosowane były do nalotów dziennych, lecz wraz ze wzrostem zagrożenia ze strony myśliwców, zaczęły być używane jako bombowce nocne. Jego rozwinięciem był O/400 (H.P.12) wyprodukowany w liczbie 400 sztuk przed końcem wojny. Najcięższa bomba przenoszona przez te samoloty to 800 kg. W 1918 firma wypuściła czterosilnikowy bombowiec V/1500 (H.P.15) o największym wówczas na świecie udźwigu bomb (3300 kg), przeznaczony do ataków na Niemcy. Zbudowano ich kilkadziesiąt, lecz jedynie 3 zostały ukończone przed końcem wojny i nie weszły do akcji.
Pod koniec wojny w 1918 powstały ponadto dwie dalsze udane konstrukcje bombowców, które również nie zdążyły wejść do służby przed zakończeniem wojny. Były to: dwusilnikowy średni bombowiec Airco DH-10 Amiens, wyprodukowany w liczbie 223 sztuk, oraz dwusilnikowy ciężki Vickers Vimy (powyżej 200 sztuk, udźwig bomb 1123 kg). Oprócz wymienionych typów, powstało też wiele prototypów innych samolotów, które nie weszły do produkcji, w tym wielki 6-silnikowy trójpłatowy Tarrant Tabor, który rozbił się w pierwszym locie.

## Okres międzywojenny (do 1937)
Po zakończeniu I wojny światowej część dotychczasowej floty bombowców, w tym Handley Page O/400, DH-10 i Vimy, zostało przystosowanych do służby cywilnej, jako samoloty komunikacyjne. Vickers Vimy został też użyty do pierwszego lotu przez Atlantyk. W okresie międzywojennym, do połowy lat 30. powstało kilka konstrukcji nowych bombowców, lecz niewiele z nich weszło na uzbrojenie brytyjskiego lotnictwa (Royal Air Force – RAF), ponadto zwykle w małych ilościach.

### Bombowce średnie i ciężkie
Podstawowym nocnym bombowcem ciężkim stał się w drugiej połowie lat 20. Vickers Virginia. Drugim głównym dostawcą ciężkich bombowców pozostał Handley Page z samolotami Hyderabad i Hinaidi, wywodzącymi się z konstrukcji bombowców O/400, a na początku lat 30. z samolotem Heyford. W takim stanie, w połowie lat 30. RAF pozostał z całkowicie przestarzałymi dwupłatowymi bombowcami. Jedną z przyczyn takiego stanu rzeczy były ograniczenia wprowadzone na forum Ligi Narodów, zniesione w 1934. Pierwszą próbą polepszenia tego stanu było wprowadzenie w drugiej połowie lat 30. jednopłatowców Handley Page Harrow i Armstrong Whitworth Whitley, zamówionych według specyfikacji B.3/34 i B.29/35, a następnie nowocześniejszych bombowców pod koniec dekady.
Używane typy:
- Avro Aldershot – duży jednosilnikowy samolot dwupłatowy, udźwig bomb 907 kg. Klasyfikowany jako ciężki bombowiec, 17 sztuk używane od 1923.

- Vickers Virginia – dwusilnikowy samolot dwupłatowy, zbudowano 124 sztuki w kilku wersjach. Służył od 1924 do 1937 roku. Prędkość 174 km/h, udźwig bomb 1361 kg.

- Handley Page Hyderabad (H.P.24) – dwusilnikowy samolot dwupłatowy, zbudowano 45 sztuk, w służbie od 1925 do 1930. Udźwig bomb 500 kg.

- Handley Page Hinaidi (H.P.33 i H.P.36) – ulepszenie typu Hyderabad, zbudowano 40 sztuk oraz 7 Hyderabadów doprowadzono do standardu Hinaidi. Służyły w latach 1929–1933. Prędkość 196 km/h, udźwig bomb 657 kg.

- Boulton Paul Sidestrand – dwusilnikowy dwupłatowy średni bombowiec dzienny, prototyp – 1926, w służbie od 1928 – 20 sztuk. Prędkość 225 km/h, udźwig bomb 476 kg

- Boulton Paul Overstrand – dwusilnikowy dwupłatowy średni bombowiec dzienny, rozwinięcie Sidestranda. Prototyp – 1933, w służbie od 1935 – 24 sztuki. Prędkość 245 km/h, udźwig bomb 726 kg. Pierwszy brytyjski bombowiec z zamkniętą wieżyczką w nosie, obracaną mechanicznie. Od 1937 wycofywane ze służby.

- Handley Page Heyford – ciężki bombowiec nocny, oblatany w 1930, produkowany do 1936, zbudowano 124 sztuki. Ostatni dwupłatowy bombowiec RAF, o nietypowym wyglądzie, z kadłubem na wysokości górnego płata, dwusilnikowy. Przestarzałe już w momencie wejścia do służby, samoloty te służyły do 1939 roku, a aż do 1941 jako treningowe. Prędkość 223 km/h, udźwig bomb 1500 kg.

- Fairey Hendon – ciężki bombowiec nocny, pierwszy dwusilnikowy dolnopłatowy bombowiec RAF. Metalowa konstrukcja, stałe podwozie. Prototyp z 1931, seria 15 sztuk w służbie od 1936. Prędkość 250 km/h, udźwig bomb 1100 kg

### Bombowce lekkie

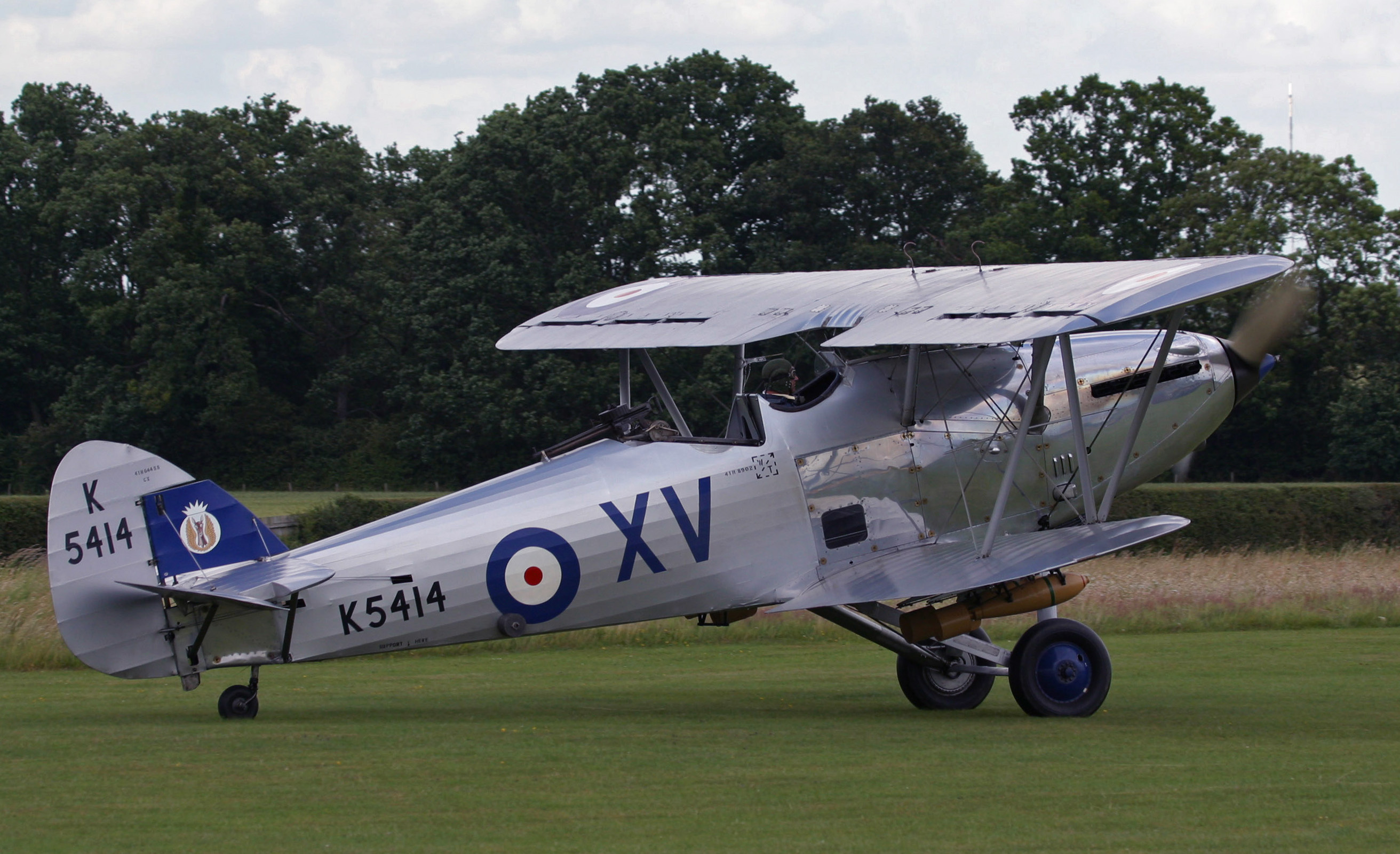
Hawker Hind

Bombowce lekkie w okresie międzywojennym były to zbliżone do siebie lekkie jednosilnikowe dwupłatowce, napędzane głównie silnikami rzędowymi, reprezentowane przede wszystkim przez produkowane w kilku pokrewnych wariantach konstrukcje Hawkera.
- Fairey Fawn – jednosilnikowy dwupłat, 75 sztuk w służbie od 1923 do 1926. Prędkość 180 km/h, udźwig bomb 210 kg

- Fairey Fox – jednosilnikowy dwupłat bombowy i rozpoznawczy, drewnianej konstrukcji. Jedynie kilkadziesiąt sztuk służyło w lotnictwie brytyjskim w latach 1926–1932. Prędkość 306 km/h, udźwig bomb 227 kg. Na większą skalę produkowany był w kilku wersjach lotnictwa belgijskiego i używany przez nie bojowo w 1940 roku.

- Hawker Hart – jednosilnikowy dwupłat, mieszanej konstrukcji, wyróżniający się zgrabną sylwetką. W służbie od 1930. RAF używał w wersji bombowca kilkaset sztuk (ok. 300), pozostałe z około 1400 wyprodukowanych były używane jako samoloty treningowe lub eksportowane, w tym dla państw Wspólnoty Brytyjskiej. Prędkość 296 km/h, udźwig bomb 227 kg. Standardowy bombowiec lekki RAF w latach 1930–1937.

- Hawker Hind – jednosilnikowy dwupłat, mieszanej konstrukcji, rozwinięcie Harta. W służbie od 1935 do 1937. Prędkość 298 km/h, udźwig bomb 227 kg

### Samoloty bombowo-torpedowe
- Hawker Horsley – jednosilnikowy dwupłat bombowo-torpedowy, mieszanej konstrukcji, w służbie od 1926 do 1934 – 113 sztuk. Prędkość 206 km/h, udźwig bomb 680 kg

- Vickers Vildebeest – jednosilnikowy dwupłat, konstrukcji metalowej, pokryty płótnem. Oblatany w 1928, wszedł do służby od 1933 – 183 sztuki. Część samolotów tego typu używana była w początkowej fazie wojny z Japonią 1941-42. Prędkość 251 km/h, udźwig bomb – 454 kg lub torpeda. Jego rozwinięciem był lekki bombowiec Vickers Vincent, oblatany w 1932, używany od 1934 – 196 sztuk. Używane na małą skalę w Afryce i na Bliskim Wschodzie do 1942. Prędkość 230 km/h, udźwig bomb – 454 kg.

- Blackburn Dart – jednosilnikowy dwupłat, pokładowy samolot torpedowo-rozpoznawczy. Oblatany w 1921, produkcja 120 sztuk. Prędkość 203 km/h, jedna torpeda.

- Blackburn Ripon – jednosilnikowy dwupłat, pokładowy samolot torpedowo-rozpoznawczy. Oblatany w 1926, wszedł do służby od 1934 – 93 sztuki w brytyjskim lotnictwie. Prędkość 180 km/h, udźwig bomb – 680 kg lub torpeda. Jego rozwinięciem z mocniejszym silnikiem był Blackburn Baffin – oblatany w 1932, wszedł do służby od 1929 – 97 sztuk (z tego 64 przebudowane z Riponów), służyły do 1938. Prędkość 219 km/h, udźwig bomb – 908 kg lub torpeda.

- Blackburn Shark – jednosilnikowy dwupłat, pokładowy samolot torpedowo-bombowy. Oblatany w 1933, wszedł do służby od 1934 – 238 sztuk. Zastąpiony przez Fairey Swordfish. Prędkość 241 km/h, udźwig bomb – 908 kg lub torpeda.

- Fairey Swordfish – jednosilnikowy dwupłat. Oblatany w 1934, wszedł do służby od 1936. Wyprodukowano 2392 sztuk. Podstawowy brytyjski pokładowy samolot torpedowo-bombowy końca lat 30. Mimo że w chwili wybuchu wojny był przestarzały, używany był w roli samolotu torpedowego do połowy II wojny światowej, a do końca wojny jako samolot do zwalczania okrętów podwodnych. Prędkość 222 km/h, udźwig bomb – 680 kg lub torpeda.

## Bombowce okresu przed II wojną światową
Pod koniec lat 30. na wyposażenie RAF zaczęły wchodzić samoloty nieco nowszej konstrukcji, jednopłatowce konstrukcji metalowej. Mimo to, większość typów nie była nowoczesna, część z nich były to samoloty ze stałym podwoziem. Samoloty tej generacji były następnie używane bojowo w początkowym okresie II wojny światowej, potem z reguły były przesuwane do zadań pomocniczych, w tym transportowych. Dopiero przed samą wojną zamówiono nowocześniejsze samoloty, które następnie stały się podstawą brytyjskiego lotnictwa bombowego przez pierwszą połowę wojny.

### Bombowce średnie i ciężkie
- Handley Page Harrow – dwusilnikowy górnopłat ze stałym podwoziem, oblatany w 1935, wprowadzony w 1937, zbudowany w liczbie 100 sztuk. Prędkość 322 km/h, udźwig 1360 kg bomb. Zamówione jako model przejściowy, po pojawieniu się nowszych bombowców, zostały przeznaczone do zadań transportowych i w takim charakterze służyły podczas wojny.

- Vickers Wellesley – jednosilnikowy średni bombowiec dalekiego zasięgu, oblatany w 1935, 177 sztuk używanych od 1937. Typ ten był używany bojowo jedynie na małą skalę. Prędkość 369 km/h, udźwig bomb 907 kg.

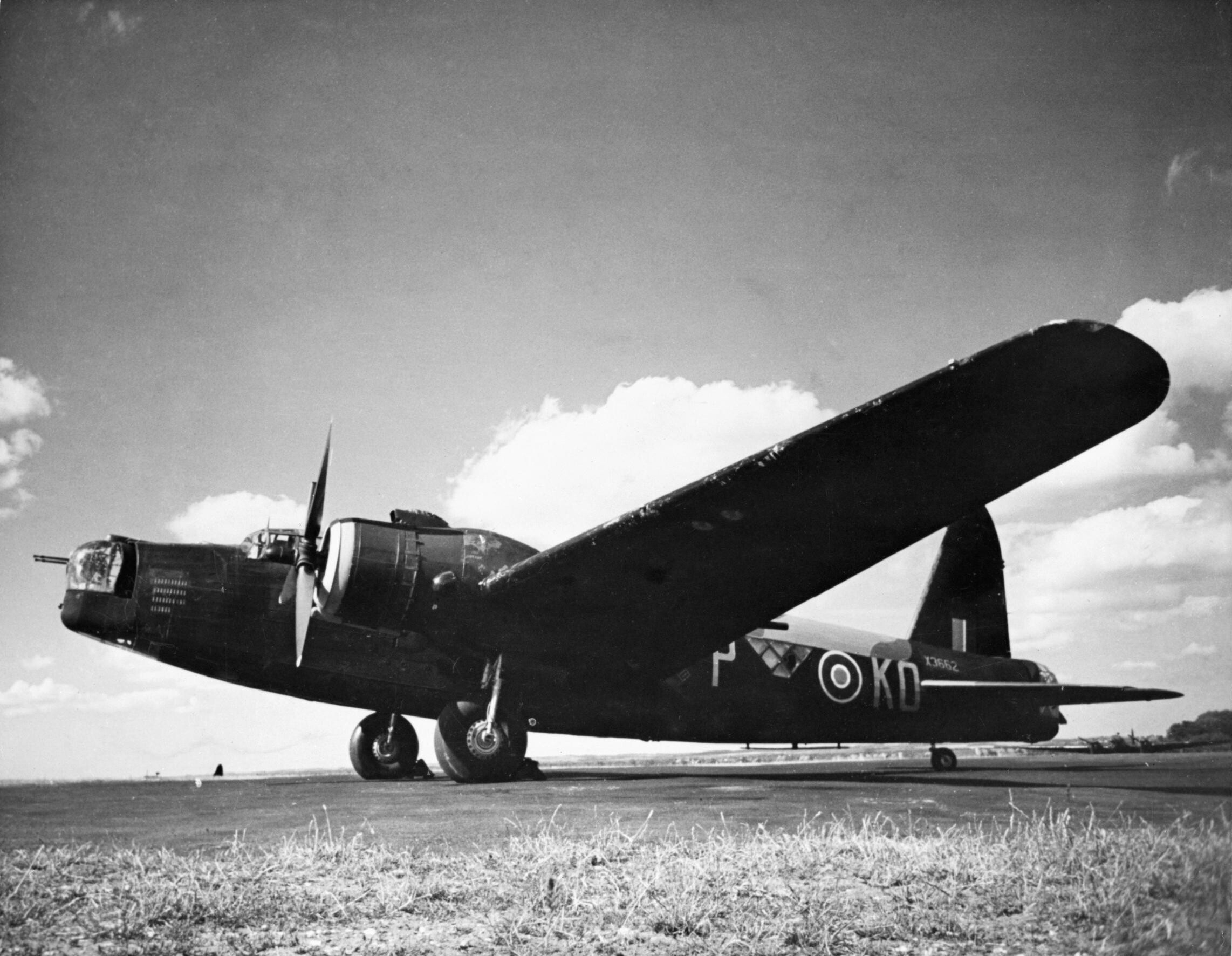
Vickers Wellington

- Bristol Bombay – dwusilnikowy górnopłatowy samolot transportowo-bombowy ze stałym podwoziem – prototyp z 1935, produkcja 50 samolotów dopiero od 1939. Oprócz głównych zadań transportowych, używane w czasie II wojny jako bombowce w Afryce. Prędkość 309 km/h, udźwig bomb 908 kg.

- Armstrong Whitworth Whitley – dwusilnikowy średniopłat z chowanym podwoziem, średni bombowiec nocny, oblatany w 1936, wprowadzony w 1937. Do wybuchu II wojny światowej zbudowano ich 196 sztuk w 4 wersjach, używanych w chwili wybuchu wojny w 8 dywizjonach, a od września 1939 do 1943 zbudowano dalsze 1461 sztuk wersji Mk V. Prędkość zależnie od wersji 309–392 km/h, udźwig bomb 1514–3150 kg. Były to pierwsze nowoczesne bombowce RAF, lecz wkrótce stały się przestarzałe i jako bombowce używane były bojowo do 1942, potem jako samoloty transportowe i holowniki szybowców desantowych.

- Handley Page Hampden – dwusilnikowy średniopłat z chowanym podwoziem, średni bombowiec dzienny i nocny, konstrukcji metalowej, oblatany w 1936. Zbudowano ich 1430, w służbie od 1938. W momencie wybuchu II wojny był najliczniejszym brytyjskim średnim bombowcem, używanym w 10 dywizjonach. Mimo nowocześniejszej konstrukcji, okazał się mniej udany od Wellingotna i został wycofany z pierwszej linii lotnictwa bombowego w 1942. Prędkość 424 km/h, udźwig bomb 1813 kg. Jego wariantem był Handley Page Hereford, z innymi silnikami, lecz okazał się nieudany i zbudowanych 150 sztuk używano do szkolenia.

- Vickers Wellington – dwusilnikowy średniopłat z chowanym podwoziem, średni bombowiec nocny, oblatany w 1936. Konstrukcja metalowa, kryta płótnem. W momencie wybuchu II wojny światowej był używany w 6 dywizjonach, następnie stał się podstawowym brytyjskim bombowcem nocnym pierwszej połowy wojny, dopiero od 1943 zaczęły być wypierane przez bombowce ciężkie. Łącznie zbudowano ich aż 11 461 sztuk w kilkunastu wariantach do 1945 roku, późniejsze warianty były to głównie morskie samoloty patrolowe. Prędkość zależnie od wersji 378–410 km/h, udźwig bomb do 2041 kg.

### Bombowce lekkie
Kategoria lekkich bombowców według założeń przedwojennych miała obejmować szybkie samoloty, działające w dzień bez osłony myśliwskiej, które dzięki prędkości mogłyby uniknąć myśliwców przeciwnika. Wskutek szybkiego rozwoju lotnictwa myśliwskiego, nadzieje te okazały się błędne i lekkie bombowce, zwłaszcza Fairey Battle, ponosiły spore straty.

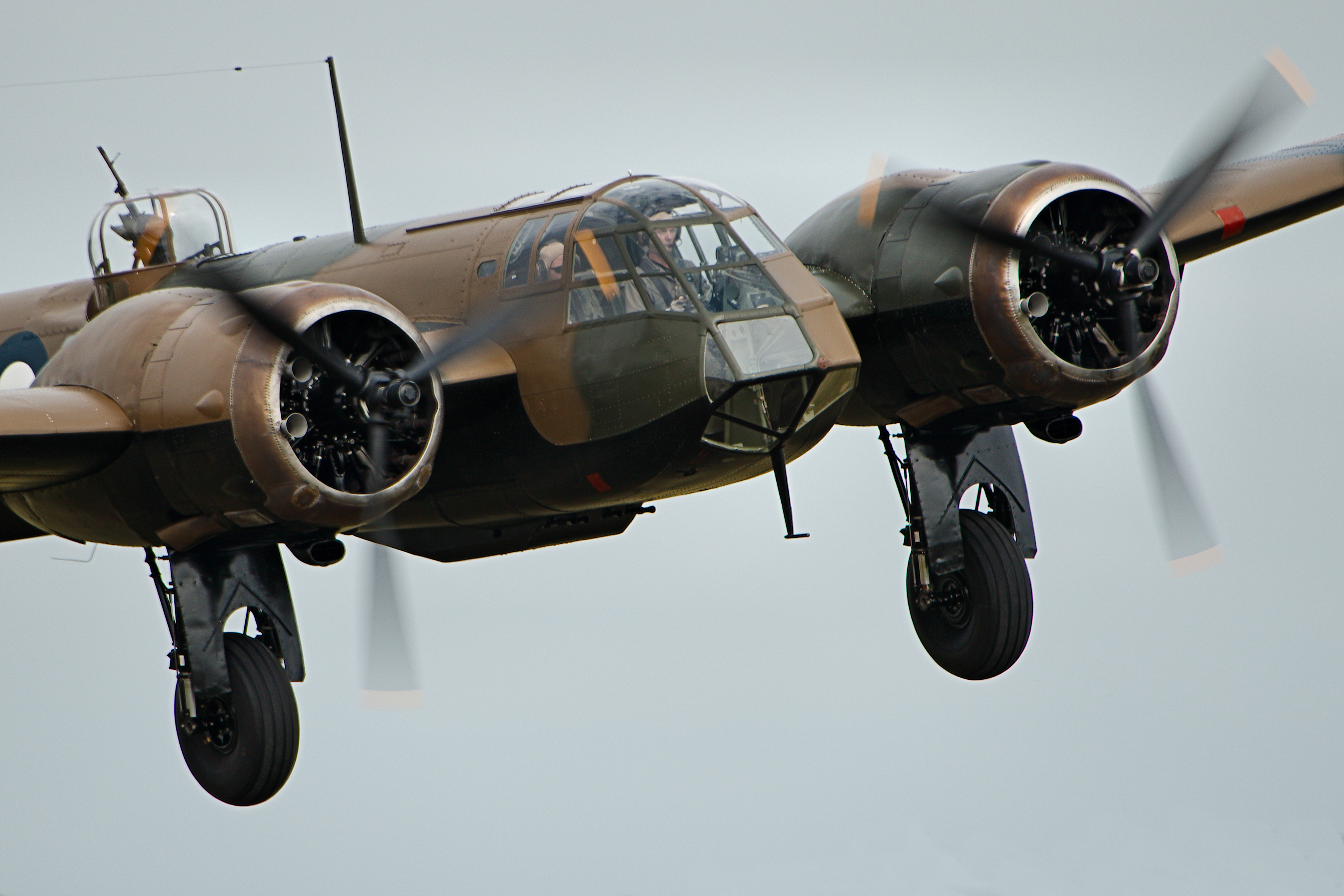
Bristol Blenheim

- Fairey Battle – jednosilnikowy dolnopłat z chowanym podwoziem. Oblatany w 1936, w służbie od 1937. Stał się podstawowym brytyjskim szybkim dziennym bombowcem okresu bezpośrednio poprzedzającego II wojnę światową, do 1940 zbudowano ich 2185 sztuk. Doświadczenia bojowe walk we Francji wykazały, że ma za słabe osiągi i uzbrojenie, oraz za mały ładunek bomb. Pod koniec 1940 zostały wycofane ze służby bojowej. Prędkość 414 km/h, udźwig bomb 454 kg.

- Bristol Blenheim – dwusilnikowy średniopłat z chowanym podwoziem. Oblatany w 1935, w służbie od 1937. Szybki dzienny samolot bombowo-rozpoznawczy. Produkowany również w Kanadzie jako Bolingbroke. Pomimo że jego osiągi okazały się niewystarczające do uniknięcia myśliwców, używany był przez pierwszą połowę II wojny światowej. We wszystkich wersjach zbudowano ok. 6200 sztuk. Prędkość 426 km/h, udźwig bomb 454–600 kg.

Z interesujących prototypów można wymienić Hawker Henley – jednopłatowy bombowiec nurkujący z 1937, który jednak nie spełnił wszystkich oczekiwań i produkowany był jedynie jako samolot holujący cele powietrzne.